# دوروثي فان دورين
دوروثي فان دورين (بالإنجليزية: Dorothy Van Doren)‏ (2 مايو 1896، سان فرانسيسكو في الولايات المتحدة - 21 فبراير 1993 في الولايات المتحدة)؛ روائية أمريكية.